# Épreville
Épreville – miejscowość i gmina we Francji, w regionie Normandia, w departamencie Sekwana Nadmorska.
Według danych na rok 1990 gminę zamieszkiwało 645 osób, a gęstość zaludnienia wynosiła 100 osób/km² (wśród 1421 gmin Górnej Normandii Épreville plasuje się na 368. miejscu pod względem liczby ludności, natomiast pod względem powierzchni na miejscu 574.).